# Baldratia similis
Baldratia similis är en tvåvingeart som beskrevs av Möhn 1969. Baldratia similis ingår i släktet Baldratia och familjen gallmyggor. Inga underarter finns listade i Catalogue of Life.